# 反ナチ運動

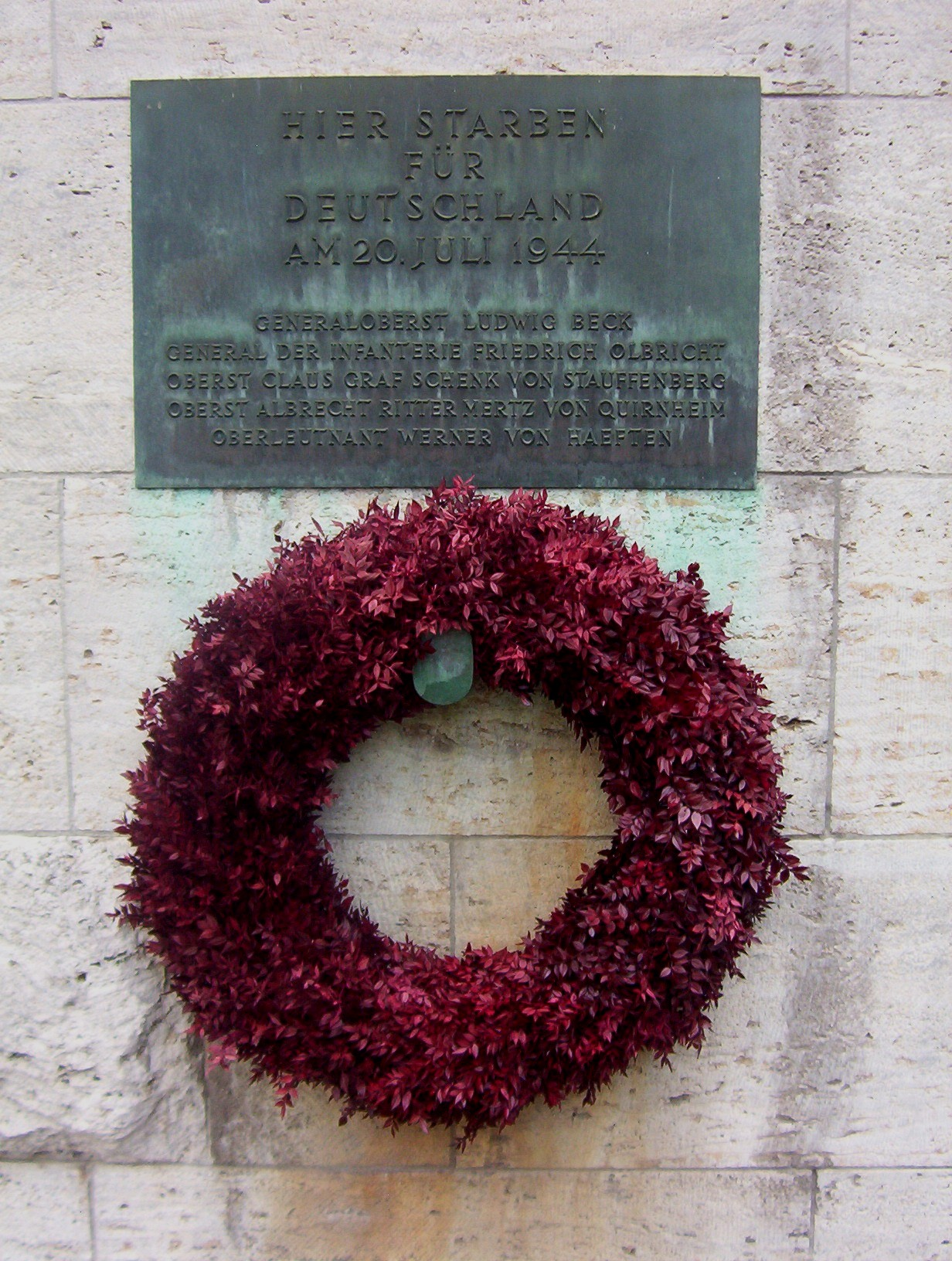
1944年7月20日のヒトラー暗殺未遂犯の記念碑。ベルリン、ベントラー街

反ナチ運動（はんなちうんどう）の項目では、1933年1月30日から1945年5月までのいわゆるナチス・ドイツ時代に、ドイツ国内において、アドルフ・ヒトラーや国民社会主義ドイツ労働者党の支配に抵抗した人物や団体を扱う。

## 政権掌握から第二次世界大戦勃発まで
ナチ党の権力掌握後の強制的同一化の進行は、ナチ党に反発する者を多く生み出した。ナチ党はそれに対して反対者の結社を禁止し、各地に強制収容所を設置することで、反対者に厳しい弾圧を加えた。多くの反対者は公然とした活動を行えず、彼らの勢力は地下活動や国外活動を余儀なくされた。
ナチスによって最初に弾圧されたドイツ社会民主党やドイツ共産党は、亡命組織を作ってナチスに抵抗しようとした。1933年にパリで運動を開始したドイツ社会民主党指導部（Sopade）はその一例である。
キリスト教界においては、ディートリヒ・ボンヘッファーらの告白教会が、ドイツ的キリスト者を代表とするナチス追随者に抵抗した。
比較的ナチスの影響が低かったドイツ国防軍内では、ルートヴィヒ・ベックやハンス・オスターを中心とする反ナチス派の将校勢力が残存していた。彼らの勢力は後にゲシュタポによって「黒いオーケストラ」と呼ばれる。さらにヴィルヘルム・カナリスをトップとする国防軍情報部（アプヴェーア）にも反ナチスの人々が多く存在していた。また、突撃隊大将ヴォルフ＝ハインリヒ・グラーフ・フォン・ヘルドルフや刑事警察長官で親衛隊中将のアルトゥール・ネーベなどのナチ党の幹部もヒトラー暗殺計画に関与していた。カール・ゲルデラーら一部政治家も彼らと連携をとっていた。またヘルムート・イェームス・フォン・モルトケは、官僚など比較的地位が高い反ナチ的な人々を集めた会合を開いていた（クライザウ・グループ）。
オーストリア併合（アンシュルス）やズデーテン、チェコがナチス支配を受けるようになると、それらの地域でもナチスに対する抵抗が始まった。
また、洗脳とも言えるナチス教育に反発し、ナチス的統制から逸脱するエーデルヴァイス海賊団のような青少年グループも存在した。

## 第二次世界大戦期
第二次世界大戦が勃発すると、反ナチ運動はさらに異なる動きを見せた。国防軍内のグループは戦争の早期終結をはかるため、1944年7月20日にヒトラー暗殺とクーデターの計画を実行した（7月20日事件）。しかし暗殺は失敗し、国防軍やクライザウ・グループ、ボンヘッファーなど多くの反ナチ運動家が捕らえられ、処刑された。そのほかにも国防軍内にはソビエト連邦に軍事情報を渡すグループが存在した（赤いオーケストラ）。ソビエト連邦の捕虜となったドイツ軍人の一部はドイツ将校同盟や自由ドイツ国民委員会を結成してドイツ国内への反ナチ宣伝を行った。
また戦時下の情勢ではナチスによる締め付けが厳しくなり、学生や青少年による反ナチ運動も起こった。ミュンヘンの学生であったハンス・ショル、ゾフィー・ショル兄妹らの「白いバラ」は反ナチのビラをまいたことによって処刑された。
第二次世界大戦末期の1945年4月にはバイエルン自由行動がバイエルン州で蜂起したが、まもなく弾圧された。

## 弾圧
親衛隊やゲシュタポはこれらの反ナチ運動者を容赦なく取り締まった。彼らの多くは人民法廷による極刑や、あるいは法に基づかない「処置」を受けた。占領地における処置はさらに苛烈を極め、エンスラポイド作戦に対する報復（リディツェ、レジャーキ）やオラドゥール＝シュル＝グラヌのように、集落や市街一つが消滅することすらあった。また戦争末期では、親ナチ派の市民によるリンチを受けることすらあった。

## 戦後ドイツにおける扱い
ナチス支配が終了すると、彼ら抵抗者はようやく日の目を見ることになった。後継となったドイツ連邦共和国は過去の贖罪、あるいは断絶を示すため、反ナチ運動の称揚と顕彰を行った。ドイツ抵抗記念館等では様々なナチス抵抗者の資料が展示されている。ドイツ民主共和国においては共産主義者を中心とする抵抗闘士の活躍が強調され、非共産主義の反ナチ運動の位置付けは二次的なものであった。

## 歴史学
最初の包括的研究であるハンス・ロートフェルスの「ヒトラーにたいするドイツ人の抵抗」（1949年）以降、反ナチ運動に関する研究は現在も続けられている。1968年の学生運動を経た世代である68世代の研究者が台頭すると、反ナチ運動を広くとらえる考えが広まった。端的に示されるのが、デトレフ・ポイケルトによる、反ナチ運動を四つの段階に分ける考え方である（1.非協力（個々の規則を侵す）、2.拒否（当局の命令を拒否する）、3.抗議（当局に明確に反対の声を上げる）、4.政治的抵抗（体制全体を拒否し、体制転覆を準備する））。